# Corcodel de iarnă
Corcodelul de iarnă (Podiceps auritus) sau corcodelul urechiat sau corcodelul cornut este o specie relativ mică și amenințată cu dispariția de păsări de apă⁠(d) din familia Podicipedidae. Există două subspecii: P. a. auritus, care cuibărește în Eurasia, și P. a. cornutus, care cuibărește în America de Nord. Subspecia eurasiatică este distribuită în cea mai mare parte a Europei de Nord și a Asiei de Nord, cuibărește din Groenlanda spre est până în Extremul Orient rusesc. Subspecia nord-americană acoperă cea mai mare parte a Canadei și o parte a Statelor Unite.

## Taxonomie
Corcodelul de iarnă a fost descris oficial în 1758 de naturalistul suedez Carl Linnaeus în cea de-a zecea ediție a lucrării sale Systema Naturae sub numele binomial Colymbus auritus. Linnaeus a specificat localitatea tip ca fiind Europa și America, dar aceasta a fost restrânsă la Vaasa, în Finlanda. Corcodelul de iarnă este în prezent una dintre cele nouă specii plasate în genul Podiceps, care a fost introdus în 1787 de naturalistul englez John Latham⁠(d). Numele genului provine de la podicis, „capătul din spate” sau „anus” și pes, „picior”. Epitetul specific auritus înseamnă în latină "-cu urechi" sau "cu urechi lungi".
Sunt recunoscute două subspecii:
- P. a. auritus (Linnaeus, 1758) – Islanda, Scandinavia prin nordul Kazahstanului și nord-vestul Mongoliei până la sudul districtului Ciukotka, Sahalin și peninsula Kamceatka (estul Rusiei)
- P. a. cornutus (Gmelin, JF, 1789) – sudul subarctic, partea centrală a continentului Alaska, vestul, centrul Canadei și partea de nord a statelor contigue⁠(d) din vestul, centrul SUA.

## Galerie

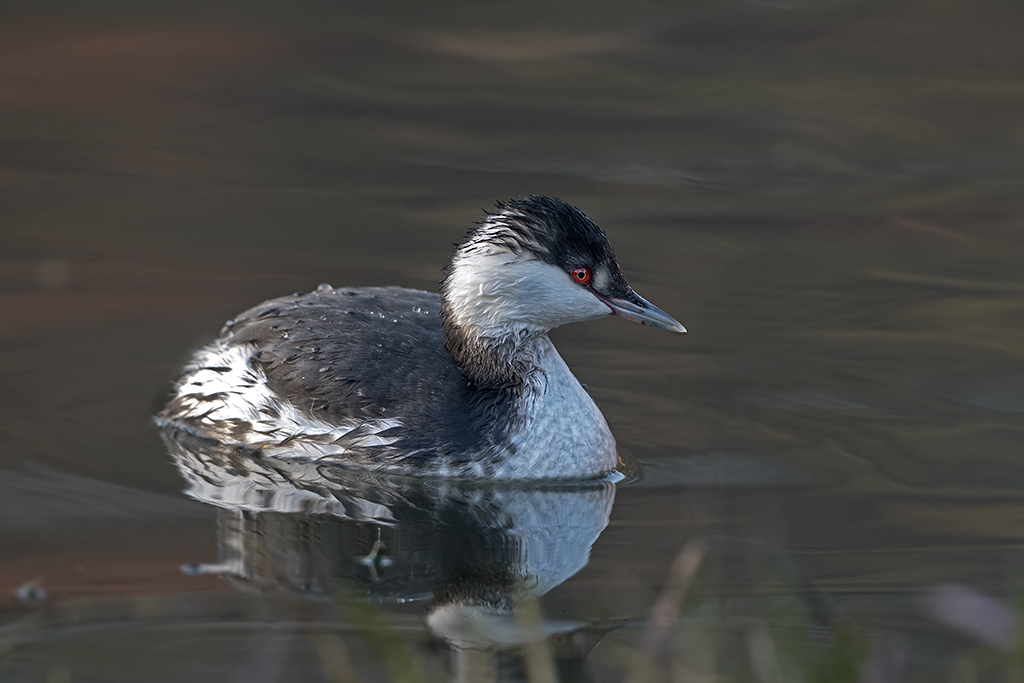
Penaj non-reproducere
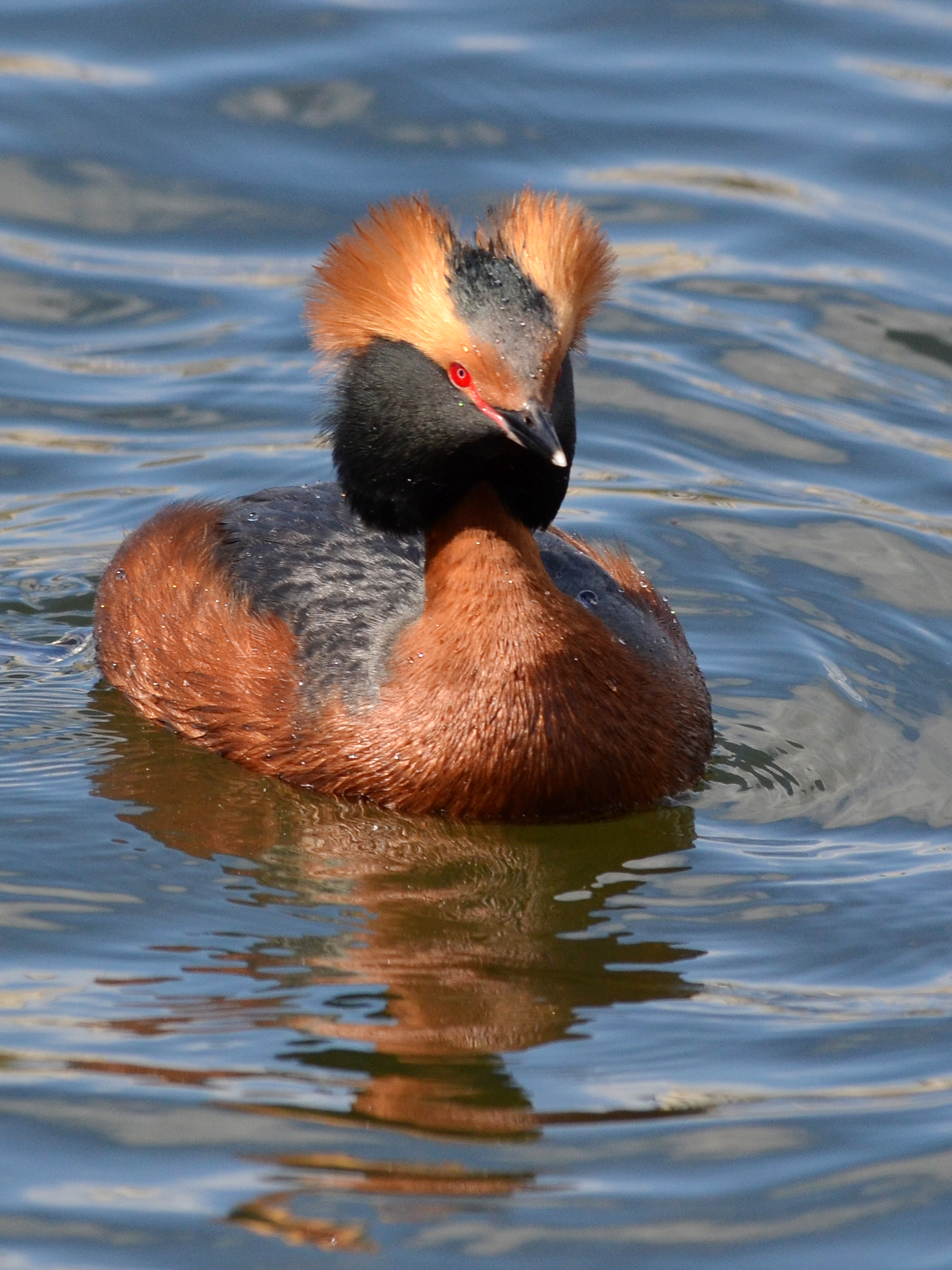
Penaj nupțial
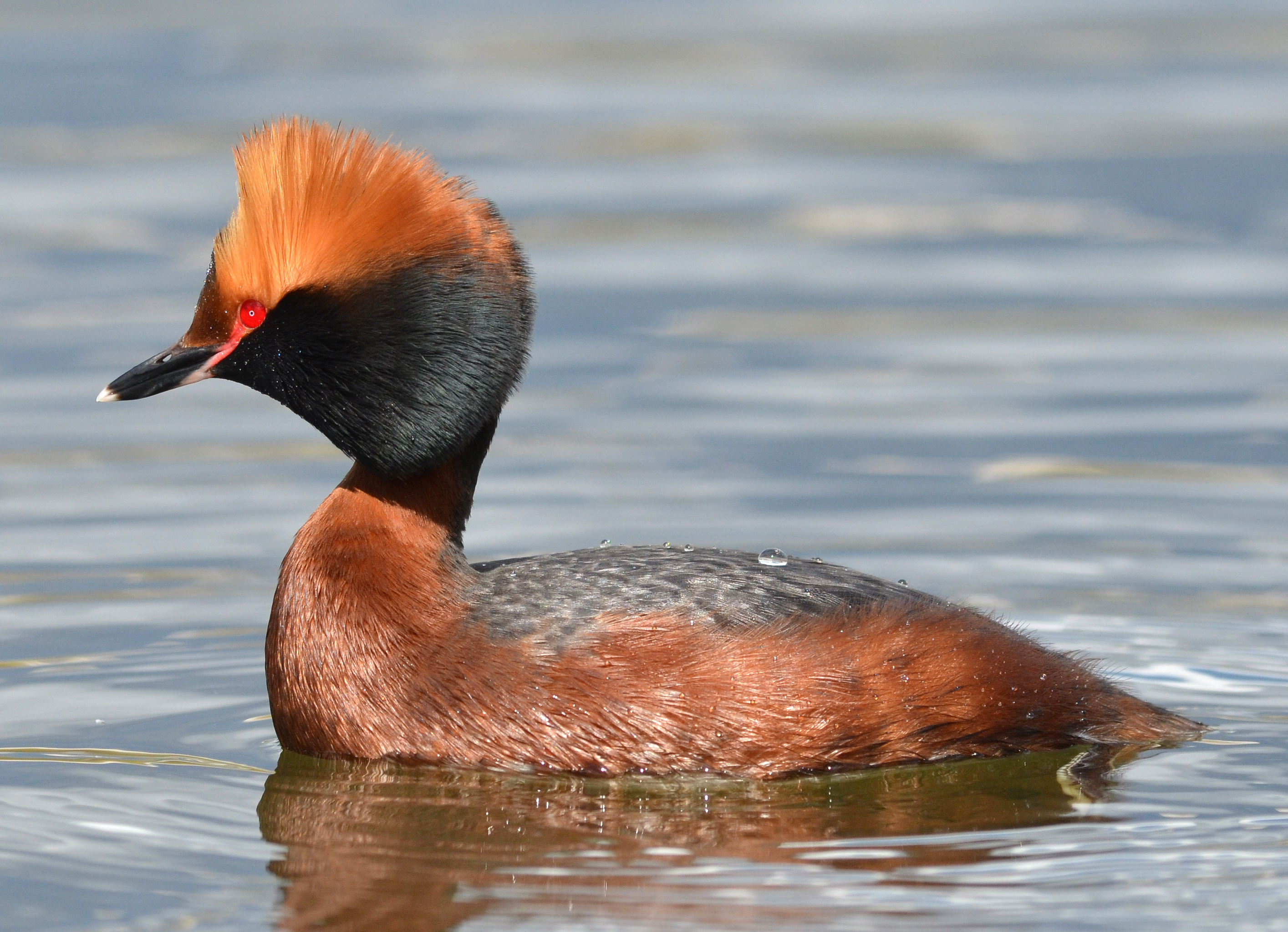
Penaj nupțial
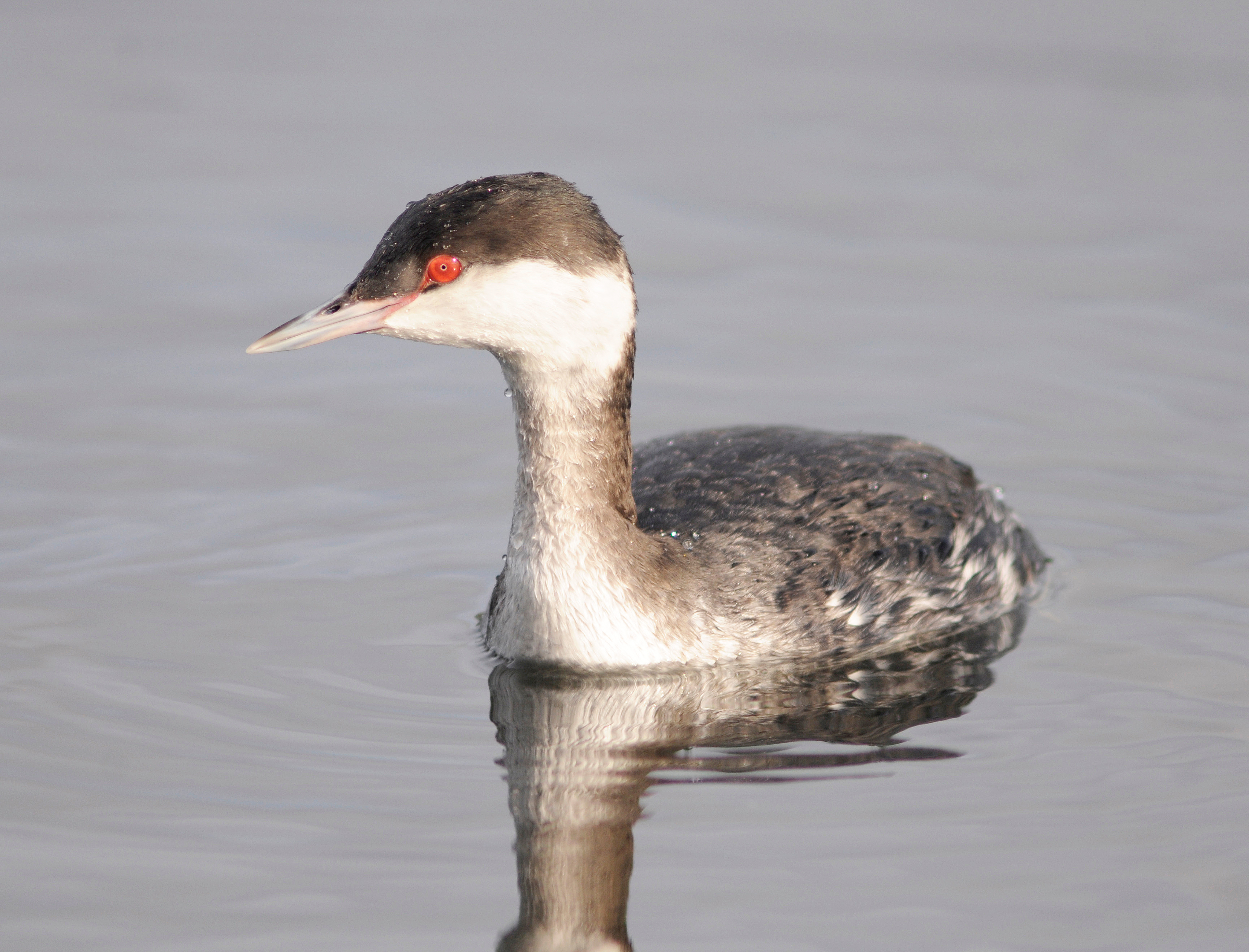
Penaj non-reproducere